# Hello Games
Hello Games ist ein britisches Entwicklerstudio und Publisher aus dem englischen Guildford. Das Unternehmen ist für die Computerspielreihe Joe Danger und das Science-Fiction-Action-Adventure No Man’s Sky bekannt.

## Geschichte

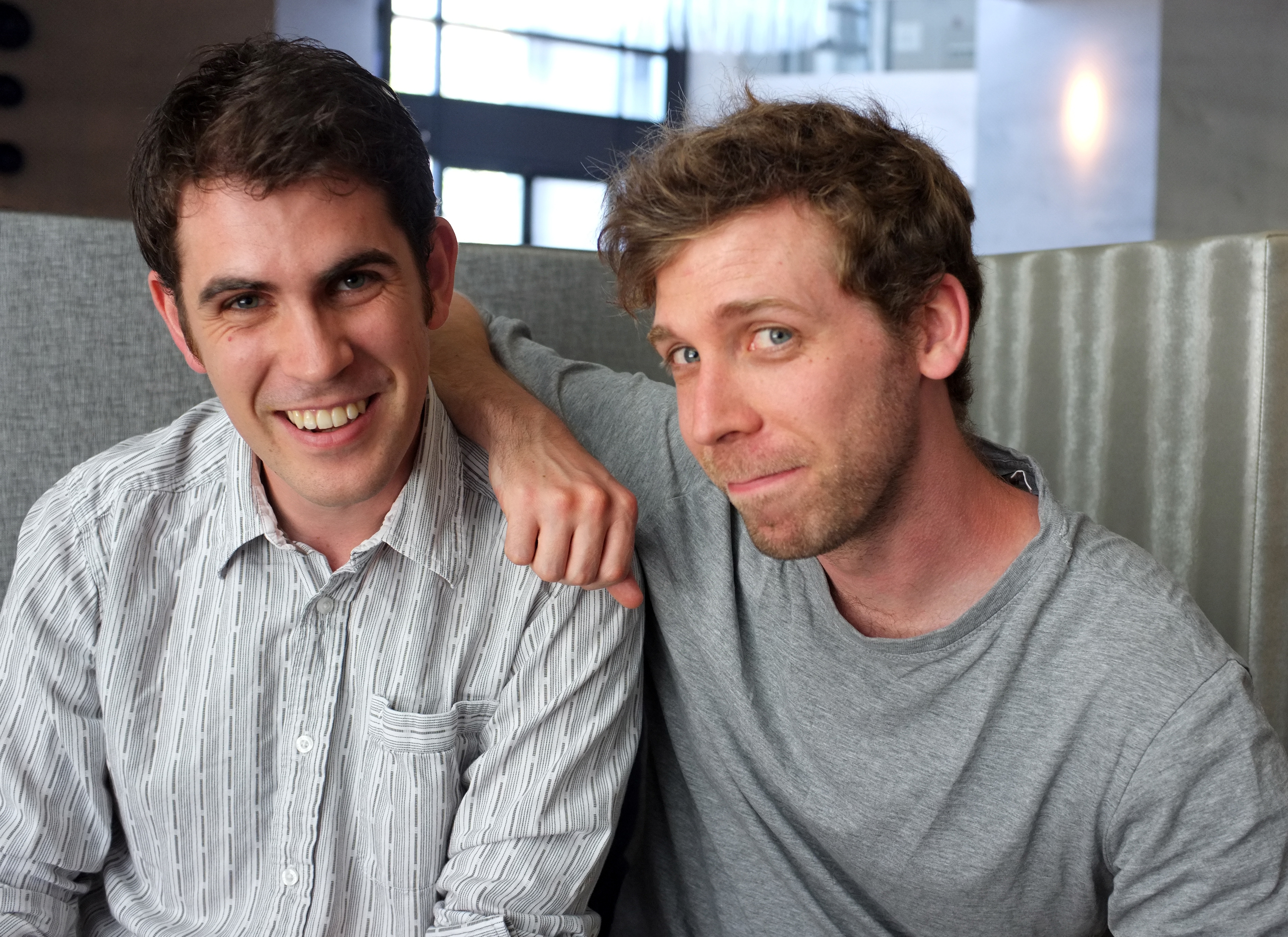
Die Gründer von Hello Games: Sean Murray (links) und Grant Duncan, 2012

Hello Games wurde im Februar 2008 von ehemaligen Mitarbeitern von Entwicklerstudios wie Criterion Games, Electronic Arts und Kuju Entertainment gegründet. Ihr erstes Computerspiel, Joe Danger, ist ein Side-Scroller mit Elementen aus Rennspielen und Jump ’n’ Runs, welches im Juni 2010 für die PlayStation 3 erschien. Im selben Jahr gewann Hello Games bei den Develop Awards einen Preis als Bestes neues Studio und als Bestes kleines Studio. Im September 2010 zählte der britische Guardian sie in einer Liste der 100 innovativsten und kreativsten Firmen der letzten zwölf Monate auf. Den Nachfolger von ihrem Erstlingswerk, Joe Danger 2: The Movie, kündete das Studio während der Gamescom 2011 an. Das aktuelle Projekt der Entwickler ist No Man’s Sky, das bei den VGX 2013 zum ersten Mal einer breiten Öffentlichkeit vorgestellt wurde.
Am 24. Dezember 2013 wurden die Büroräume des Studios, aufgrund eines übergetretenen Flusses, überflutet. Laut eigener Aussage sollen alle Gegenstände in den Büroräumen zerstört worden sein. Durch eine regelmäßige Datensicherung sind nicht allzu viele Daten verloren gegangen und somit wurde der Entwicklungsfortschritt nicht gebremst.
Fast zweieinhalb Jahre später, am 21. Juni 2016, sollte No Man’s Sky für die PlayStation 4 und Microsoft Windows erscheinen. Dieser Termin konnte jedoch nicht eingehalten werden, da das Spiel noch mehr Entwicklungszeit benötigt. Am 27. Mai desselben Jahres gab der führende Designer Sean Murray bekannt, dass das Spiel auf den 9. (USA) beziehungsweise 10. August (Europa) verschoben wurde.

## Projekte
- 2010: Joe Danger
- 2012: Joe Danger 2: The Movie
- 2014: Joe Danger Infinity
- 2016: No Man’s Sky
- 2020: The Last Campfire